# یواس‌اس کانگرس (۱۸۴۱)
یواس‌اس کانگرس (۱۸۴۱) (به انگلیسی: USS Congress (1841)) یک کشتی بود که طول آن ۱۷۹ فوت (۵۵ متر) بود. این کشتی در سال ۱۸۴۱ ساخته شد.